# Recsenyéd
Recsenyéd (románul Rareș) falu Romániában Hargita megyében. Közigazgatásilag Homoródszentmárton községhez tartozik.

## Fekvése
A községközpont Homoródszentmártontól 3, Székelyudvarhelytől 20 kilométerre helyezkedik el a Nagy-Homoród völgyében, 480–490 m tengerszint feletti magasságban.

## Története
1487-ben Rechenijed néven említik először. Az 1517-es egyházi összeírásban 11 kapuval szerepel. Első temploma a Zólya József által adományozott telken épült 1745-ben. A 18. század végén gyűjtést kezdtek egy új templom építésére a rossz állapotban levő régi helyett, de az építkezés csak 1829-ben kezdődött el. Az új unitárius templomot 1836. augusztus 20-án szentelték fel; tornya 1844–1853 között épült.
1910-ben 295, 1992-ben 177 magyar lakosa volt.
Trianonig Udvarhely vármegye Homoródi járásához tartozott.

## Nevezetességek
Mind Orbán Balázs, mind Benedek Elek idézi a „megszorult, mint a recsenyédi kutya” szólást, amely egy árvízkor a boglya tetején rekedt kutyára utal.

## Itt született
- 1936. december 12-én Balázsi Dénes helytörténész, székelyszentléleki tanár
- 1942. február 24-én Recsenyédi Fekete Miklós író
- 1945. január 30-án Cseke Péter író, irodalomtörténész